# September sunburn
September sunburn is het debuutalbum van de Nederlandse band Band of Beginners.

## Opnamen
Band of Beginners werd in 2013 gestart door singer-songwriter Susanne Linssen met als doel haar eigen singer-songwritermateriaal ten gehore te brengen. Voordat ze Band of Beginners startte speelde ze al in de rockbands Seedling, van 1996 tot 2003, en Hospital Bombers, vanaf 2006, als violiste. Tijdens haar tijd in Seedling nam zijn solo reeds deel aan een singer-songwriterconcours onder de naam Jailer. Later trad zij met haar eigen nummers op onder de naam Easter Parade, waarbij zij zich liet bijstaan door gitarist Maarten Kooijman.
Nadat Hospital Bomber in 2012 hun tweede plaat At Budokan had afgeleverd, besloot Linssen haar singer-songwritercarrière naar een hoger plan te trekken. Ze zocht contact met drumster Marit de Loos, die voorheen in Caesar speelde, en bassist en gitarist Geert de Groot, die onder andere in Claw Boys Claw en Scram C Baby speelde, en gezamenlijk besloten ze de nummers van Linssen op te nemen, onder productie van Jan Schenk, de zanger van Hospital Bombers. Dit waren nieuwe nummers, maar ook ouder materiaal dat Linssen eerder solo had opgevoerd. Het drietal maakte waar nodig gebruik van gastmuzikanten, waaronder drummer Kees Schaper van Sky Pilots, drummer Robin Buijs en bassist David Corel van Alamo Race Track, Rishi Dhir van Elephant Stone en Tom Pintens van Zita Swoon. Ook Maarten Kooijman werd gevraagd deel te nemen aan de opnamen. Zijn inbreng beviel zo goed, dat hij hierna als eerste gitarist de band kwam versterken.
Eind augustus 2014 werd de plaat verstuurd aan de leden van de Supportersclub van Excelsior Recordings en officieel verscheen hij 4 september. De plaat werd uitgegeven op zowel cd en vinyl, beiden met hun eigen labelnummer. Op 18 september werd de plaat gepresenteerd in de Tolhuistuin in Amsterdam-Noord. Deze avond onder de noemer het Bal der Beginners werd door de band zelf georganiseerd. Naast Band of Beginners traden hier ook Tangarine, Hallo Venray, Moss en Bewilder op. Zij speelden allen een cover van hun eerst gekochte singletje. De band De Avonden, met Marc van der Holst, speelde werk van Reve en Kees Schaper draaide een dj-set met enkel debuutsingles. De avond werd gepresenteerd door Paulien Cornelisse. In december 2014 veranderde de band, die zich Beginners noemde, na een merkrechtenclaim van een Amerikaanse naamgenoot, haar naam naar Band of Beginners. Op het album prijkt echter de bandnaam Beginners.

## Muzikanten
- Susanne Linssen - zang, viool, altviool en gitaar
- Geert de Groot - basgitaar en gitaar
- Maarten Kooijman - gitaar en zang
- Marit de Loos - drums en zang op Staring contest en Tooth picks

### Gastmuzikanten
- Kees Schaper - drums en zang op September sunburn, Car alarm en I need to sleep
- Robin Buijs - drums op The strike, This is where I got off en Yeah yeah, she loves you
- Jacqueline van Hees - viool op Staring contest, The strike, This is where I got off en Yeah yeah, she loves you
- Gijs Kerkhoven - altviool op Staring contest, The strike en This is where I got off
- David Corel - basgitaar op Tooth picks
- Tom Pintens - klarinet op Miss you more
- Arthur Weststeijn - hoorn op Car alarms
- Rishi Dihr - sitar op Green lights
- Jeroen Kleijn - percussie op Staring contest en Yeah yeah, she loves you
- Jan Schenk - zang en gitaar op The strike en Tooth picks en percussie

## Tracklist
1. September sunburn
2. This is where I got off
3. I need to sleep
4. Car alarm
5. Tooth picks
6. Staring contest
7. Green lights
8. The strike
9. Scars
10. Yeah yeah yeah she loves you
11. Miss you more

Alle nummers op de plaat zijn geschreven door Susanne Linssen.